# Parambassis
Parambassis es un género de peces de agua dulce de la familia de los peces de cristal asiáticos dentro del orden Perciformes.
La especie tipo es parambassis apogonoides. 
Estos peces se originan principalmente en el sudeste asiático, pero la especie se extiende a través de las ecozonas Indomalaya y Australasia, desde Pakistán e India hacia el sur a través de Indonesia, Nueva Guinea y Australia. 
Aunque principalmente se encuentran en agua dulce, algunas especies también se pueden ver en agua salobre. Las especies de Parambassis varían en tamaño desde los 3 a los 24 cm, pero son similares en apariencia, con forma de romboidal, aletas perciformes típicas, y cuerpo semitransparente o transparente. Varias de las especies son peces de consumo común en los mercados locales, y algunos (sobre todo el parambassis ranga) son peces de acuario.

## Especies
Este género contiene las siguientes especies:
- Parambassis alleni (N. C. Datta & S. Chaudhuri, 1993)
- Parambassis altipinnis G. R. Allen, 1982
- Parambassis apogonoides (Bleeker, 1851)
- Parambassis baculis (F. Hamilton, 1822)
- Parambassis bistigmata Geetakumari, 2012
- Parambassis confinis (M. C. W. Weber, 1913)
- Parambassis dayi (Bleeker, 1874)
- Parambassis gulliveri (Castelnau, 1878)
- Parambassis lala (F. Hamilton, 1822)
- Parambassis macrolepis (Bleeker, 1856)
- Parambassis pulcinella Kottelat, 2003
- Parambassis ranga (F. Hamilton, 1822)
- Parambassis serrata Mayanglambam & Vishwanath, 2015 [2]
- Parambassis siamensis (Fowler, 1937)
- Parambassis thomassi (F. Day, 1870)
- Parambassis vollmeri T. R. Roberts, 1995
- Parambassis waikhomi Geetakumari & Basudha, 2012 [3]
- Parambassis wolffii (Bleeker, 1850)